# سفارة أوكرانيا في تركيا
سفارة أوكرانيا في تركيا هي أرفع تمثيل دبلوماسي لدولة أوكرانيا لدى تركيا. تقع السفارة في أنقرة وهي تهدف لتعزيز المصالح الأوكرانية في تركيا.

## وصلات خارجية
- الموقع الرسمي